# Astra Victoria
L’Astra Victoria est un pistolet de la firme espagnole Astra Unceta y Cia.
La Première Guerre mondiale permet à la firme de se développer avec la fourniture aux armées française et italienne de 150 000 ; pistolets nommés 1915 (en France) ou 1916 (en Italie). La compagnie commence la production en 1911 en calibre .32 ACP d'un pistolet semblable au Llama Ruby. Il sera accepté par la commission Française des armées quatre ans après son début de production.
Initialement nommé Astra Victoria ou Model 100, la contenance du chargeur passant à 9 cartouches en 7,65 Browning, un modèle existait dans le calibre 6,35mm.

## Description
Comme le Ruby, les modèles Victoria fonctionnent grâce à une platine simple action, un chien intérieur (externe sur certains modèles) et à une culasse non calée. Il possède une sûreté manuelle située devant la plaquette de crosse gauche. Le ressort récupérateur est sous le canon. Les organes de visées sont fixes. Ces pistolets possédaient également un crochet de chargeur sis sous la poignée et parfois un anneau de fixation pour une dragonne (modèles 7,65 mm).

## Données numériques
« Modèle de Poche »
- Munition : 7,65 mm Browning
- Chargeur : 7 puis 9 coups
- Longueur : 14,5 cm
- Masse à vide (modèle à 7 coups) : 570 g

« Modèle réduit »
- Munition : 6,35 mm Browning
- Chargeur : 6 coups
- Longueur : 11 cm
- Masse à vide  : 320 g